# Зарубин, Иван Петрович
Иван Петрович Зарубин (1908 — 1982) — участник Великой Отечественной войны, заместитель командира 22-й гвардейской мотострелковой бригады 6-го гвардейского танкового корпуса 3-й гвардейской танковой армии 1-го Украинского фронта, гвардии майор. Герой Советского Союза.

## Биография
Родился 1 января (14 января по новому стилю) 1908 года в селе Гусынка Донецкого округа области Войска Донского (ныне Белокалитвинского района Ростовской области), в семье рабочего. Русский.
После окончания 6 классов работал камнеломом в Шахтинском рудоуправлении Ростовской области.
В Красной Армии с 1930 года. Служил командиром отделения в 71-м отдельном дивизионе войск ОГПУ по Уралу. В 1933 году окончил 2-е Харьковское кавалерийское пограничное училище имени Ф. Э. Дзержинского. Служил в 54-м Нерчинском погранотряде войск НКВДв должности начальника погранзаставы. С 1938 года старший лейтенант, помощник начальника 2-го отдела погранотряда, член ВКП(б).
27 марта 1940 года был осуждён (вместе со всей комендатурой отряда) военным трибуналом на два с половиной года лагерей и исключен из партии за «халатность и потерю бдительности» в ходе пограничных конфликтов 1938—1939 годов. Меру наказания заменили на условную, а его назначили начальником другой заставы.
В первый же день Великой Отечественной войны подал рапорт с просьбой «искупить свою вину перед партией кровью в борьбе с фашизмом» и получил назначение в командиром стрелкового батальона 910-го стрелкового полка 244-й стрелковой дивизии, формировавшейся в июле 1941 года из частей НКВД. Воевал на Западном фронте, в ходе боёв оказался в Вяземском котле.
В течение зимы отряд под его командованием партизанил в Смоленской области. В феврале 1942 года отряд влился в группу десантников 4-го воздушно-десантного корпуса, выброшенную для помощи окружённым войскам генерала Ефремова в ходе Ржевско-Вяземской операции. До июня 1942 года воевал в тактическом окружении на реке Угре. Когда положение окружённых стало критическим, с непрерывными боями разрозненные части совершили прорыв и вышли в расположение советских войск в расположение 10-й армии.
С августа 1941 года командир батальона 110-го гвардейского стрелкового полка 38-й гвардейской стрелковой дивизии на Сталинградском, Донском, Брянском, Воронежском, 1-м Украинском фронтах. С 29 октября 1942 года – майор. 29 декабря был тяжело ранен и был эвакуирован в тыл. После излечения назначен (16 марта 1943 года) командиром мотострелкового батальона 13-й мотострелковой бригады 12-го гвардейского танкового корпуса 3-й танковой армии. В ходе Курской битвы в составе Брянского фронта участвовал в боях, был дважды ранен (16 июля и 15 августа). За эти бои был награждён орденом Красного Знамени. Воевал на Букринском плацдарме Днепра, награждён орденом Красной Звезды за освобождение Фастова. В ходе Львовско-Сандомирской операции участвовал во взятии Перемышля. В ходе Висло-Одерской операции участвовал в форсировании нескольких рек (Одера – дважды), в боях за города Малюшин, Радомско, Прейсдорф, Глейвиц, Процендорф, Модлау, Бунцлау. Повышен в должности, став заместителем командира 22-й гвардейской мотострелковой бригады 6-го гвардейского танкового корпуса, 21 апреля принял командование бригадой. 25 апреля вместе с бойцами форсировал Тельтов-канал, умело организовал переправу частей бригады и приданных средств усиления и завязал бой с противником на окраине Берлина. Принял активное участие в боях в столице Германии. Участвовал в наступлении 3-й гвардейской танковой армии на Прагу. Бригада Зарубина участвовала в захвате перевалов через Рудные горы и в стремительном марше к столице Чехословакии.
В августе 1945 года окончил Курсы усовершенствования офицерского состава при Академии бронетанковых войск, там же снова принят в члены ВКП(б). Служил командиром мотострелкового батальона в 14-й механизированной и 7-й отдельной кадровой танковой дивизиях в составе Группы советских войск в Германии, затем в 12-й механизированной дивизии Белорусского военного округа. С 1947 года – подполковник.
С сентября 1953 года в запасе. Находился на инженерной и хозяйственной работе в Харькове.
Умер 9 февраля 1982 года. Похоронен в Харькове на аллее Героев Пушкинского кладбища.

## Награды
- Указом Президиума Верховного Совета СССР от 27 июня 1945 года за образцовое выполнение боевых заданий командования на фронте борьбы с немецко-фашистскими захватчиками и проявленные при этом мужество и героизм гвардии майору Зарубину Ивану Петровичу присвоено звание Героя Советского Союза с вручением ордена Ленина и медали «Золотая Звезда» (№ 7471).
- Награждён также тремя орденами Красного Знамени, орденами Александра Невского, Отечественной войны 1-й степени, двумя орденами Красной Звезды, а также медалями «За оборону Сталинграда», «За взятие Берлина», «За освобождение Праги», «За победу над Германией», «ХХХ лет Советской Армии и Военно-морского флота».